# Rugby Europe Championship U20 2023
El Rugby Europe U20 Championship del 2023 fue la sexta edición del principal torneo de rugby juvenil de Europa.
El certamen se disputó en Praga, República Checa.
El campeón clasificó al Trofeo Mundial de Rugby Juvenil 2024.

## Equipos participantes
- Selección juvenil de rugby de Bélgica
- Liga AURA (Ligue Auvergne Rhône-Alpes de Rugby)
- Selección juvenil de rugby de los Países Bajos
- Selección juvenil de rugby de Polonia
- Selección juvenil de rugby de Portugal
- Selección juvenil de rugby de República Checa
- Selección juvenil de rugby de Rumania
- Selección juvenil de rugby de Suiza

## Resultados

### Cuartos de final
- Los perdedores avanzan a la copa de plata

| 12 de noviembre | Bélgica | 28 - 19 | Rumania |  |  |

| 12 de noviembre | Portugal | 122 - 0 | Polonia |  |  |

| 12 de noviembre | Liga AURA | 85 - 0 | Suiza |  |  |

| 12 de noviembre | Países Bajos | 50 - 7 | República Checa |  |  |

### Semifinales Copa de Plata
| 15 de noviembre | República Checa | 28 - 43 | Polonia |  |  |

| 15 de noviembre | Rumania | 43 - 5 | Suiza |  |  |

### Semifinales Campeonato
| 15 de noviembre | Bélgica | 25 - 10 | Liga AURA |  |  |

| 15 de noviembre | Portugal | 13 - 23 | Países Bajos |  |  |

### Séptimo puesto
| 19 de noviembre | República Checa | 34 - 0 | Suiza |  |  |

### Final Copa de plata - Quinto puesto
| 19 de noviembre | Polonia | 25 - 44 | Rumania |  |  |

### Tercer puesto
| 19 de noviembre | Portugal | 42 - 0 | Liga AURA |  |  |

### Final
| 19 de noviembre | Países Bajos | 26 - 16 | Bélgica |  |  |

| Bandera de los Países Bajos |
| Campeón Países Bajos        |
| Primer título               |